# Religia egipteană antică

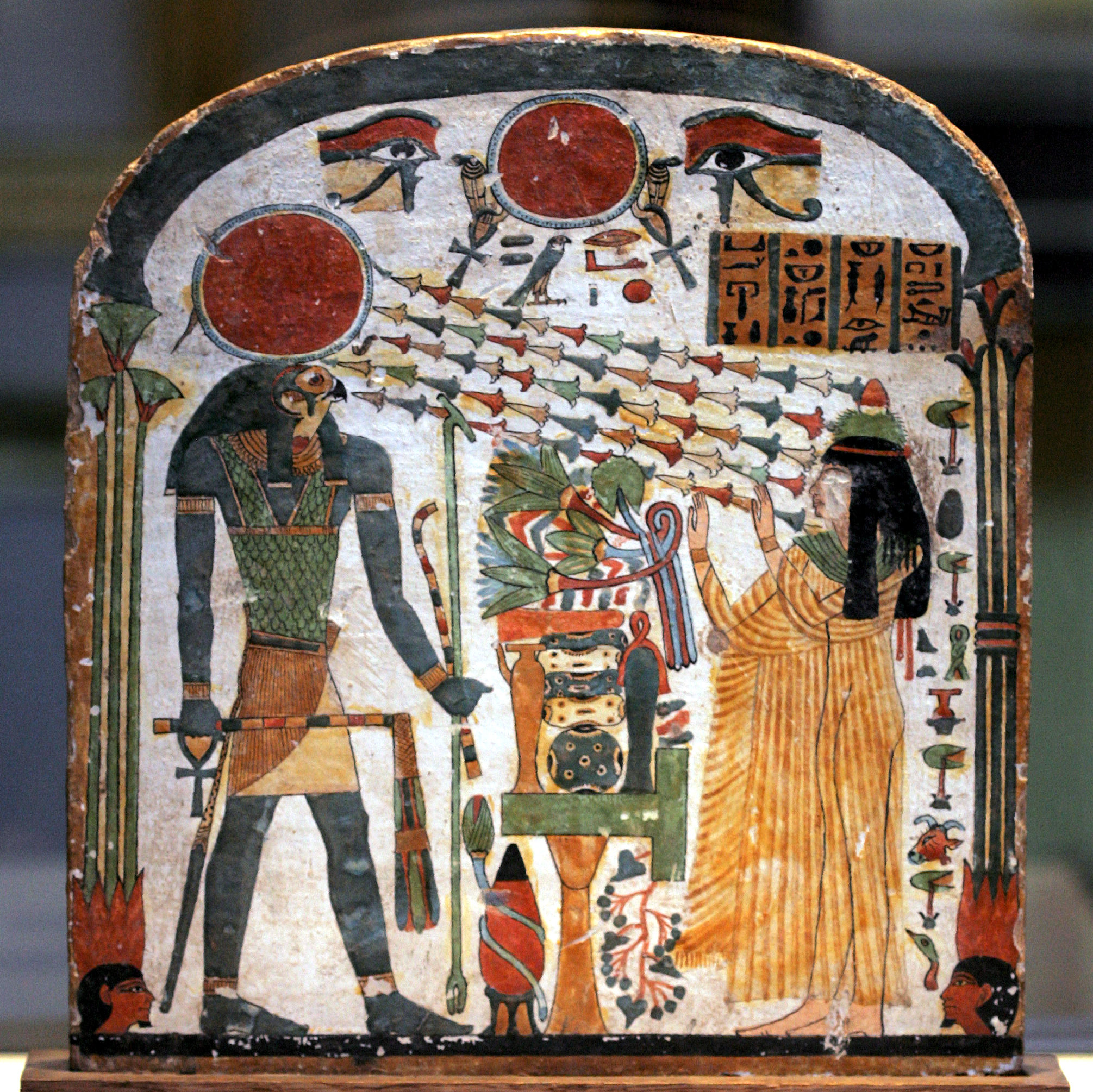
O femeie se roagă la Ra-Horakhty, care o binecuvântează cu raze de lumină.

Religia egiptenilor din perioada antică a fost o religie politeistă prin excelență. Zeii egiptenilor antici au fost numeroși, numărul exact n-a fost încă determinat. Mulți dintre zei erau proslăviți doar într-o anumită zonă sau într-un anumit oraș.
Conform credinței, zeii fuseseră creați de către Demiurg, primul zeu.Se credea că fiecare zeu a fost plăsmuit după chipul omului. Mitologia egipteană a conceput o teorie complexă a componenței ființelor, fie că sunt ele oameni sau zei. Există trei elemente care îi compun: ankh, ka și ba. Ankh-ul este forța divină, spiritul lui Ra, expresia deplină a luminii.
La origine numai zeii puteau să aibă akh-ul, însă, ulterior, și muritorii puteau să o dobândească. Ka-ul este născut din răsuflarea creatorului și reprezintă caracterul, personalitatea individului, chiar un alter-ego al acestuia. Într-un fel, acesta reprezintă rezervorul forțelor sale vitale. Ka-ul nu dispare în momentul morții, având o existență independentă de trup. El supraviețuiește mereu într-un suport terestru precum o statuie, o pictură sau cadavrul mumificat. Un alt principiu spiritual este ba care semnifică energia deplasării, o forță invizibilă ce trăiește independent în corp și poate călători în alte lumi. Datorită ba-ului, morții își îndeplinesc transformarea în lumea de dincolo.

## Zeii Egiptului Antic

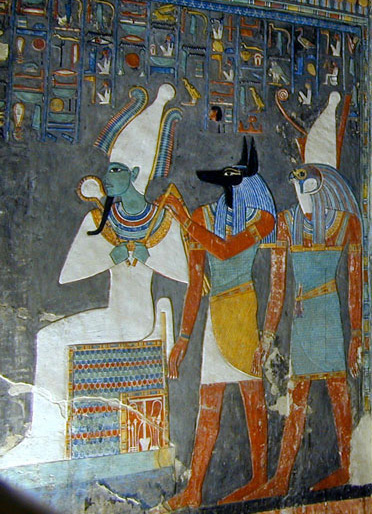
Detaliu din mormântul faraonului Horemheb, cu zeii Osiris, Anubis și Horus.

Unele zeități se bucurau totuși de o înaltă considerație în întreg Egiptul: Ptah, zeul creator, Ra, zeul Soarelui, Shu, zeul aerului, Nut, zeița cerului, Geb, zeul Pământului, Hathor, zeița iubirii și a muzicii, Min, zeul fertilității, Isis, soția și mama care se îngrijește cu credință, Montu, zeul victoriei, Thot, zeul științei și al înțelepciunii, Horus, stăpânul cerului și zeu al monarhiei, Amon-Ra, zeul originar, sau Osiris, stăpânul imperiului subpământean. Amon-Ra este cea mai renumită zeitate din pleiada de zei a Egiptului. La început zeu al aerului, al vântului și al luntrașilor, Amon devine zeu de stat la Teba și este asimilat cu Ra, zeul Soarelui la Heliopolis. Amon este zeul local al Tebei, considerat divinitate a aerului sau a fecundității.
Egal cu zeul Amon-Ra, este zeul Osiris. Odată cu trecerea timpului, Osiris devine mult mai iubit și mai venerat de către supușii egipteni, punându-l într-un con de umbră pe Amon-Ra. Osiris este zeul lumii de apoi, al tărâmului morților, dar este și zeul vegetației. Mai presus de toate acestea, Osiris este zeul egiptean suprem, zeul zeilor, cel care impune toate obiceiurile și legile de pe pământ, dar și în lumea de apoi. Îi are ca părinți pe zeița Nut(Cerul) și pe zeul Geb (Pământul), iar ca frați pe Isis, Neftis, Seth si Horus
Toți acești zei apăreau în diferite ipostaze: de om, de animal sau ca o plăsmuire cu trup de om și cap de animal, ei erau recunoscuți și în ființele și obiectele acestei lumi. Astfel, Amon se înfățișa și sub forma unui berbec sau a unei gâște, Horus ca șoim, Thot ca ibis, Montu ca taur, Hathor ca vacă sau ca pom, Nut ca boltă cerească sau Ra ca soare. Animalele care îi reprezentau pe zei deveneau și ele divine, într-un anume fel. De aceea erau și acestea venerate, mumificate și îngropate în cimitirele pentru animale, cu tot ceremonialul. Adorarea animalelor sacre a sporit tot mai mult în decursul vremii.
Apis reprezintă unul dintre numeroasele animale venerate în Egiptul Antic. Apis este taurul sacru al egiptenilor. Este zeul forței și al fecundității și apare sub forma unui taur căruia i se acordă onoruri divine.
Și pisicile erau considerate animale sacre de către egipteni. Zeița cu cap de pisică a egiptenilor era Bastet. Mai era supranumită și ochiul lui Ra, fiind considerată zeița muncii, a bucuriei, stăpâna căminului și protectoarea nașterilor. Zeița întruchipează feminitatea, manifestând blândețe, seninătate, dar, ca orice pisică, aceasta poate să fie și vicleană și combativă, transformându-se într-o adevărată leoaică în fața dușmanilor săi.
Egiptenii antici venerau deci o mulțime de zeități, dar și un zeu atotputernic, unic. Zeii mai puțin importanți erau reprezentați și venerați în tot Egiptul, dar zeul unic era invocat în mod special în rugăciunile lor.

## Reforme în religia egipteană
A fost o perioadă în timpul Egiptului Antic în care întreaga religie a fost reformată într-un mod radical. Reformatorul a fost nimeni altul decât Akhenaton care a șocat la acea vreme întregul popor egiptean prin introducerea unei religii monoteiste în locul venerării tuturor zeilor de până atunci. Într-o perioadă în care omenirea era de religie politeistă, Aton este primul zeu din istoria omenirii căruia i se închină toată lumea. El a fost un zeu unic suprem prin excelență. Nu numai că mulți au renunțat la religia politeistă pentru a i se închina numai lui, dar religia sa permitea ca oricine să o poată adopta, neexistând restricții. Este reprezentat sub forma soarelui, însă nu a soarelui la care egiptenii se închinau până atunci. Acest soare strălucea și îmbia cu razele lui pe absolut toți locuitorii regatului său, dar și pe locuitorii regatelor ce se întindeau dincolo de granițele cetății.